# Operation Sharp Guard
Operation Sharp Guard var en fælles NATO og vesteuropæisk blokade af det tidligere Jugoslavien i Adriaterhavet. Toogtyve krigsskibe fra 14 lande samt otte maritime patruljefly var involveret i blokaden.
Operationen begyndte den 15. juni 1993 og blev suspenderet den 19. juni 1996. Operationen blev formelt afsluttet den 2. oktober 1996.

## Baggrund
Operationen var en fælles operation, som udløb af NATO's Operation Maritime Guard og Vestunionens Operation Sharp Fence. Man valgte at slå de to sideløbende operationer sammen med en fælles kommandovej således man kunne udnytte de tilgængelige styrker optimalt. Nogle mener dog at selvom det officielt var en fælles operation var det reelt NATO og NATO's personale der kørte operationen.

## Formål
Formålet ved operationen var at blokere det tidligere Jugoslavien, for at kunne håndhæve de økonomiske sanktioner og en våbenenbargo mod landet og de rivaliserende fraktioner i Bosnien og Kroatien. Krigen i Bosnien-Hercegovina var i fuld gang, og man håbede med denne operation at kunne begrænse krigshandlingerne ved at begrænse forsyningerne.

## Blokade
22 krigsskibe fra 14 lande (Belgien, Canada, Danmark, Frankrig, Tyskland, Grækenland, Italien, Holland, Norge, Portugal, Spanien, Tyrkiet, Storbritannien og USA), samt otte maritime patruljefly var involveret i at søge efter og standse smuglerskibe.
De fleste bidragsydere til operationen bidrog med et eller to skibe. Eksempelvis bidrog Søværnet med korvetten F354 Niels Juel, mens Tyrkiet bidrog med fregatter, ubåde og tankskibe.
Operationsområdet blev delt op i et antal "kasser", hvorefter hvert krigsskib fik ansvaret med en kasse. Skibene var udrustet med et boardinghold, der bestod af to dele: Et vagthold, hvis ansvar var at sikre skibet samt et søgehold, der skulle forstå den faktiske afsøgning af skibene.
Skibene havde ret til at boarde, inspicere og beslagslægge de fragtskibe der forsøgte at bryde blokaden. Øverstkommanderende for Combined Task Force 440 var den italienske admiral Mario Angeli.

### Lido IIepisoden
I april 1994 viste koalitionens forskellige opfattelser af Rules of Engagements sig på en uheldig måde. Det maltesiske tankskib Lido II var på vej mod en havn i Montenegro med 45.000 tons olie. En amerikanske krydser anmodede sin britiske chef om instruktioner og fik tilladelse til at bruge "disabling fire" til at standse skibet hvis nødvendigt. Han modtog også ordrer fra sin egen flådes hovedkvarter, der bekræftede britens instrukser. I følge U.S. Navys doktriner betyder "disabling fire", at man affyrer skud mod et skibs maskinrum og derved ødelægger skibets manøvreevne. Den amerikanske krydser skulle til at beordre den hollandske fregat HMNLS Van Kinsbergen (F809). Man fandt efterfølgende ud af, at den hollandske måde at benytte "disabling fire" betød, at man beskød broen, hvorved risikoen for tab af menneskeliv steg betragteligt. Skibet blev efterfølgende stoppet den 1. maj og boardet af en helikopter fra HMNLS Van Kinsbergen, uden at der blev affyret et skud. Tre jugoslaviske korvetter chikanerede operationen, og den ene forsøgte at vædre den britiske fregat HMS Chatham (F87), som fulgtes med Van Kinsbergen. Korvetterne blev til sidst skræmt væk af det britiske krigsskib og et antal italienske Tornado fra luftbasen i Gioia Del Colle. Lido II undergik reparationer, inden skibet blev omdirigeret til Italien, da besætningen havde saboteret maskinrummet. Lækagen blev standset af et redningshold fra HMS Chatham. Man fandt desuden syv jugoslaviske blinde passagerer.

### Statistik
Styrkerne anråbte mere end 73.000 skibe, boardede og inspicerede næsten 6.000 og omdirigerede 1.500 skibe til en neutral havn for yderligere inspektioner." Af disse var omkring 10 stykker reelle blokadebrydere lastet med våben, der var i strid med FN's sikkerhedsråds resolutioner. NATO-talsmænd udtalte at ingen skibe havde brudt blokaden, og at blokaden havde en stor rolle i, at konflikten ikke eskalerede mere, end den gjorde.

### Afslutningen
Blokaden blev suspenderet, efter man i de Forenede Nationer besluttede at afslutte våbenenbargoen. Efterfølgende udtalte, NATO at "NATO's og Vestunionens skibe ikke længere ville anråbe, boarde eller omdirigere skibe i Adriaterhavet". Avisen The Independent advarede herefter, at der "teoretisk set" kunne være en flodbølge af våben på vej ind i Bosnien, Kroatien og Forbundsrepublikken Jugoslavien Serbien og Montenegro, selvom militære og diplomatiske kilder anså, at det var usandsynligt.

## FN resulotionerne
Blokaden blev udført i overensstemmelse med følgende FN resolutioner:
- FN's sikkerhedsråds resolution 713[24]
- FN's sikkerhedsråds resolution 757,[25]
- FN's sikkerhedsråds resolution 787[26]
- FN's sikkerhedsråds resolution 820[27]
- FN's sikkerhedsråds resolution 943[28]

Resolution 787 tillod deltagende stater at "benytte foranstaltninger ... som er nødvendige ... for at standse alle indadgående eller udadgående handelsskibe ... for at sikre våbenembargoen og de økonomiske sanktioner mod det tidligere Jugoslavien".
Hen over operationen blev blokaden omdefineret som følge af FN's sikkerhedsråds resolution 1021 og FN's sikkerhedsråds resolution 1022.

## Deltagende lande
- Belgien med  Composante Marine
- Canada med  Royal Canadian Navy
- Danmark med  Søværnet
- Frankrig med  Den Franske flåde
- Tyskland med  Deutsche Marine
- Grækenland med  Grækenlands flåde
- Italien med  Marina Militare
- Holland med  Koninklijke Marine
- Norge med  Sjøforsvaret
- Portugal med  Marinha Portuguesa
- Spanien med  Armada Española
- Tyrkiet med  Türk Deniz Kuvvetleri
- Storbritannien med  Royal Navy
- USA med  United States Navy